# Albert Jung (Verwaltungsbeamter)
Albert Jung (* 14. Mai 1874 in Bruchsal; † 20. Dezember 1934 in Karlsruhe) war ein deutscher Jurist und Verwaltungsbeamter.

## Leben
Als Sohn eines Geheimen Regierungsrates geboren, studierte Jung nach dem Besuch des Gymnasiums in Tauberbischofsheim Rechtswissenschaften in Freiburg, Heidelberg und Berlin. Während seines Studiums wurde er 1892 Mitglied der Freiburger Burschenschaft Teutonia. Nach seinen Examina 1896 und 1899 sowie seiner Promotion zum Dr. iur. 1897 in Freiburg wurde er Referendar und 1902 Amtmann beim Bezirksamt Mannheim, dann ab 1904 beim Bezirksamt Waldshut. 1908 wurde er dort Oberamtmann, 1909 Amtsvorstand im Bezirksamt Eppingen und 1912 in Breisach. 1919 wurde er Ministerialrat und Vortragender Rat im Innenministerium in Karlsruhe. 1931 wurde er Präsident der Badischen Gebäudeversicherungsanstalt. Er war Mitglied der Badischen Volkspartei.

## Veröffentlichungen
- Die Bestrafung des Sklavenraubes und Sklavenhandels. Systematische Darstellung des Reichsgesetzes vom 28. Juli 1895. Dissertation Universität Freiburg im Breisgau 1897.